# Disponibilidad
En teoría de confiabilidad e ingeniería de confiabilidad, el término disponibilidad tiene los siguientes significados: 
- El grado en que un sistema, subsistema o equipo se encuentra en un estado específico operable y comprometible al comienzo de una misión, cuando la misión se solicita en un momento desconocido, es decir, aleatorio. En pocas palabras, la disponibilidad es la proporción de tiempo que un sistema está en condiciones de funcionamiento. Esto a menudo se describe como una tasa capaz de misión. Matemáticamente, esto se expresa como 100% menos indisponibilidad.
- La relación de (a) el tiempo total que una unidad funcional se puede usar durante un intervalo dado para (b) la longitud del intervalo.

Por ejemplo, una unidad que puede usarse 100 horas por semana (168 horas) tendría una disponibilidad de 100/168.  Sin embargo, los valores de disponibilidad típicos se especifican en decimal (como 0.9998). En aplicaciones de alta disponibilidad, se usa una métrica conocida como nueves, que corresponde al número de nueves que siguen al punto decimal. Con esta convención, "cinco nueves" es igual a 0.99999 (o 99.999%) de disponibilidad. 

## Introducción
La disponibilidad de un sistema generalmente se mide como un factor de su confiabilidad, a medida que aumenta la confiabilidad, también lo hace la disponibilidad. 
La disponibilidad de un sistema también puede verse incrementada por la estrategia de enfocarse en aumentar la capacidad de prueba, los diagnósticos y la capacidad de mantenimiento y no en la confiabilidad. Mejorar la capacidad de mantenimiento durante la fase inicial del diseño es generalmente más fácil que la confiabilidad (y la capacidad de prueba y diagnóstico). Las estimaciones de mantenibilidad (ítems de reparación [por reemplazo] del artículo) también son generalmente más precisas. Sin embargo, debido a que las incertidumbres en las estimaciones de confiabilidad (y también en los tiempos de diagnóstico) son, en la mayoría de los casos, muy grandes, es probable que domine el problema de disponibilidad (y la incertidumbre de predicción), incluso cuando los niveles de mantenibilidad son muy altos. Además, cuando la confiabilidad no está bajo control, pueden surgir muchos y diferentes tipos de problemas, por ejemplo: 
- La necesidad de requisitos complejos de prueba (sensores de prueba, hardware y software integrados),
- La necesidad de procedimientos diagnósticos detallados,
- Disponibilidad de mano de obra (mantenedores/capacidad de servicio al cliente),
- Disponibilidad de repuestos,
- Problemas de llegada (impacto que no es de calidad en la disponibilidad del sistema),
- Retrasos logísticos de repuestos o mano de obra por cualquier motivo.
- Falta de herramientas e instalaciones de reparación: también falta desarrollo de software (por ejemplo, el software causó muchos retrasos en el programa DoD F22 Raptor),
- Falta de conocimientos en reparaciones y personal experto.
- Costos extensos de gestión de configuración compleja y retroajustes y otros.

El problema de la falta de fiabilidad también puede salirse de control debido al "efecto dominó" de las fallas inducidas por el mantenimiento después de las reparaciones y a los esfuerzos cada vez más crecientes de resolución de problemas, reingeniería y esfuerzos de servicio.  
- Si se evitan las fallas, ninguna de las otras es de importancia y, por lo tanto, la confiabilidad generalmente se considera la parte más importante de la disponibilidad.

La confiabilidad debe evaluarse y mejorarse en relación con la disponibilidad y el costo de propiedad (debido al costo de las piezas de repuesto, las horas de mantenimiento, los costos de transporte, el costo de almacenamiento, los riesgos parcialmente obsoletos, etc.). A menudo se necesita una compensación entre los dos. Puede haber una relación máxima entre la disponibilidad y el costo de propiedad. La capacidad de prueba de un sistema también debe abordarse en el plan de disponibilidad, ya que este es el vínculo entre la fiabilidad y la capacidad de mantenimiento. La estrategia de mantenimiento puede influir en la confiabilidad de un sistema (por ejemplo, mediante mantenimiento preventivo y / o predictivo), aunque nunca puede ponerlo por encima de la confiabilidad inherente. Por lo tanto, las estrategias de mantenimiento y mantenimiento influyen en la disponibilidad de un sistema. En teoría, esto puede ser casi ilimitado si uno pudiera reparar siempre cualquier falla en un tiempo infinitamente corto. Esto es en la práctica imposible. La capacidad de reparación siempre está limitada debido a las consideraciones de capacidad de prueba, mano de obra y logística. La confiabilidad no está limitada (se pueden hacer artículos confiables que duran más que la vida de una máquina con casi un 100% de certeza). Para altos niveles de disponibilidad del sistema (por ejemplo, la disponibilidad de la confianza del motor en un avión), el uso de la redundancia puede ser la única opción. 
Un plan de disponibilidad debe proporcionar claramente una estrategia para el control de disponibilidad. Si solo la disponibilidad o también el costo de propiedad es más importante, depende del uso del sistema. Por ejemplo, un sistema que es un enlace crítico en un sistema de producción, por ejemplo, una gran plataforma petrolera, normalmente puede tener un costo de propiedad muy alto si esto se traduce en un aumento incluso menor en la disponibilidad, como resultado de la falta de disponibilidad de la plataforma. en una pérdida masiva de ingresos que fácilmente puede exceder el alto costo de propiedad. Un plan de confiabilidad adecuado siempre debe abordar el análisis RAMT en su contexto total. En este caso, RAMT representa la Confiabilidad, Disponibilidad, Mantenimiento/Mantenimiento y Probabilidad en contexto a las necesidades del cliente. 

## Representación
La representación más simple para la disponibilidad es como una relación entre el valor esperado del tiempo de actividad de un sistema y el agregado de los valores esperados de tiempo de subida y bajada, o 
{\displaystyle A={\frac {E[\mathrm {tiempo\ de\ actividad} ]}{E[\mathrm {tiempo\ de\ actividad} ]+E[\mathrm {falta\ del\ tiempo} ]}}}
Si definimos la función de estado {\displaystyle X(t)} como
{\displaystyle X(t)={\begin{cases}1,&{\text{funciones de sys en el tiempo }}t\\0,&{\text{de otra manera}}\end{cases}}}
por lo tanto, la disponibilidad A(t) en el momento t > 0 está representado por 
{\displaystyle A(t)=\Pr[X(t)=1]=E[X(t)].\,}
La disponibilidad promedio debe definirse en un intervalo de la línea real. Si consideramos una constante arbitraria {\displaystyle c>0}, entonces la disponibilidad promedio se representa como 
{\displaystyle A_{c}={\frac {1}{c}}\int _{0}^{c}A(t)\,dt.}
La disponibilidad limitante (o estado estacionario) se representa mediante
{\displaystyle A=\lim _{c\rightarrow \infty }A_{c}.}
Limitar la disponibilidad promedio también se define en un intervalo {\displaystyle [0,c]}como, 
{\displaystyle A_{\infty }=\lim _{c\rightarrow \infty }A_{c}=\lim _{c\rightarrow \infty }{\frac {1}{c}}\int _{0}^{c}A(t)\,dt,\quad c>0.}
La disponibilidad es la probabilidad de que un elemento esté en un estado operable y comprometible al comienzo de una misión cuando la misión se solicite en un tiempo aleatorio, y generalmente se define como tiempo de actividad dividido por el tiempo total (tiempo de actividad más tiempo de inactividad). 

### Métodos y técnicas para modelar la disponibilidad
El análisis del árbol de fallas y el software relacionado se desarrollan para calcular (analítica o por simulación) la disponibilidad de un sistema o una condición de falla funcional dentro de un sistema que incluye muchos factores como: 
- Modelos de fiabilidad
- Modelos de mantenibilidad
- Conceptos de mantenimiento
- Redundancia
- Falla de causa común
- Diagnósticos
- Nivel de reparación
- Estado de reparación (tan bueno como nuevo, tan bueno como viejo)
- Inactividad
- Cobertura de prueba
- Tiempos operacionales activos/misiones/estados del subsistema
- Aspectos logísticos como; niveles de repuestos (almacenamiento) en diferentes depósitos, tiempos de transporte, tiempos de reparación en diferentes líneas de reparación, disponibilidad de mano de obra y más.
- Incertidumbre en los parámetros.

Además, estos métodos son capaces de identificar los elementos más críticos y los modos o eventos de falla que afectan la disponibilidad. 

### Definiciones dentro de la ingeniería de sistemas
- Disponibilidad, inherente (Ai) [2] La probabilidad de que un artículo funcione satisfactoriamente en un momento dado cuando se usa en las condiciones establecidas en un entorno de soporte ideal.  Excluye el tiempo de logística, el tiempo de espera administrativo o de inactividad y el tiempo de inactividad por mantenimiento preventivo.  Incluye el tiempo de inactividad del mantenimiento correctivo. La disponibilidad inherente generalmente se deriva del análisis de un diseño de ingeniería y se calcula como el tiempo medio hasta el fallo (MTTF) dividido por el tiempo medio hasta el fallo más el tiempo medio para reparar (MTTR). Se basa en cantidades bajo control del diseñador.
- Disponibilidad, lograda (Aa) [3] La probabilidad de que un artículo funcione satisfactoriamente en un momento dado cuando se usa en las condiciones establecidas en un entorno de soporte ideal (es decir, que el personal, las herramientas, los repuestos, etc. estén disponibles de forma instantánea).  Excluye el tiempo de logística y el tiempo de espera o el tiempo de inactividad administrativo  Incluye inactividad activa preventiva y correctiva.
- Disponibilidad, operacional (Ao) [4] La probabilidad de que un artículo funcione satisfactoriamente en un momento dado cuando se usa en un entorno de operación y soporte real o realista.  Incluye el tiempo de logística, el tiempo de preparación y el tiempo de espera o el tiempo de inactividad administrativo, y el tiempo de inactividad del mantenimiento tanto preventivo como correctivo.  Este valor es igual al tiempo medio entre fallas (MTBF) dividido por el tiempo promedio entre fallas más el tiempo de inactividad promedio (MDT).  Esta medida extiende la definición de disponibilidad a los elementos controlados por los expertos en logística y los planificadores de la misión, como la cantidad y la proximidad de los repuestos, herramientas y mano de obra al elemento de hardware.

### Ejemplo básico
Si estamos usando un equipo que tiene un tiempo medio de falla (MTTF) de 81.5 años y tiempo medio de reparación (MTTR) de 1 hora: 
MTTF en horas = 81.5 × 365 × 24 = 713940 (Este es un parámetro de confiabilidad y a menudo tiene un alto nivel de incertidumbre)
Disponibilidad inherente (Ai) = 713940 / (713940+1) = 713940 / 713941 = 99.999860%
= 1 / 713940 = 0.000140%
Interrupción debido al equipo en horas por año = 1/tasa = 1/MTTF = 0.01235 horas por año. 

## Literatura
La disponibilidad está bien establecida en la literatura de modelado estocástico y mantenimiento óptimo. La disponibilidad de un sistema reparable se define como "la probabilidad de que el sistema esté operando a un tiempo específico t". La definición cualitativa de disponibilidad puede ser "una medida del grado de un sistema que se encuentra en el estado operable y comprometible al comienzo de la operación cuando se solicita la ejecución en un momento aleatorio desconocido".  
Las medidas de disponibilidad se clasifican por el intervalo de tiempo de interés o los mecanismos para el tiempo de inactividad del sistema. Si el intervalo de tiempo de interés es la principal preocupación, consideramos la disponibilidad promedio instantánea, limitante, promedio y limitante. La segunda clasificación primaria de disponibilidad está supeditada a los diversos mecanismos de tiempo de inactividad, como la disponibilidad inherente, la disponibilidad alcanzada y la disponibilidad operativa.  (Blanchard [1998], Lie, Hwang y Tillman [1977]). Mi [1998] proporciona algunos resultados comparativos de disponibilidad considerando la disponibilidad inherente. 
La disponibilidad considerada en el modelo de mantenimiento se puede encontrar en Barlow y Proschan [1975] para los modelos de reemplazo, Fawzi y Hawkes [1991] para un sistema R-out-of-N con repuestos y reparaciones, Fawzi y Hawkes [1990] para un sistema en serie con reemplazo y reparación, Iyer [1992] para modelos de reparación imperfecta, Murdock [1995] para modelos de mantenimiento preventivo de reemplazo de edad, Nachlas [1998, 1989] para modelos de mantenimiento preventivo y Wang y Pham [1996] para modelos de mantenimiento imperfecto.  Un libro reciente muy completo es de Trivedi y Bobbio [2017]. 

## Aplicaciones
La disponibilidad se utiliza ampliamente en la ingeniería de centrales eléctricas. Por ejemplo, North American Electric Reliability Corporation implementó el sistema de datos de disponibilidad de generación en 1982.